# Handley Page Dart Herald
O Handley Page Dart Herald foi um avião britânico bimotor turboélice comercial e militar, produzido pela Handley Page entre as décadas de 1950 e de 1960. Utilizado como uma aeronave para voos regionais, o Herald foi utilizado por muitas empresas de baixo custo, que não tinham muitas condições financeiras para operarem aviões a jato, mesmo os de baixo custo. O primeiro protótipo voou pela primeira vez em 25 de agosto de 1955. O avião foi sendo lentamente aposentado de serviços comerciais nas décadas de 1980 e de 1990, por se tratar de uma aeronave já ultrapassada para época. 

## Variantes
HPR-3 Herald
- - Protótipo com quatro motores de pistão - capacidade para 44 passageiros.

HPR-7 Dart Herald
- Série 100
  - versão inicial de produção com turboélices.
- Série 200
  - O comprimento da fuselagem aumentou de 71 pés para 75 pés e 6 polegadas e a capacidade máxima de passageiros aumentou de 47 para 56 assentos.
- Série 300
  - Era a proposta de uma versão com modificações para atender aos requisitos de aeronavegabilidade dos Estados Unidos.
- Série 400
  - Carga lateral de transporte militar derivada da série 200 que incorpora um piso reforçado para o transporte de mercadorias, 50 soldados ou 24 macas.Foram construídos apenas 8 unidades para a Força Aérea da Malásia.
- Série 500
  - Foi construído apenas uma unidade, porém era mais potente que a série 400.
- Série 600
  - Uma versão com cinco pés (1,5 m) com aumento no comprimento da fuselagem e com turboélices mais poderosos. Acomodava 68 passageiros.
- Série 700
  - Versão de maior alcance semelhante ao da série 600, mas sem o alongamento da fuselagem. Teve pedidos da companhia aérea brasileira VASP, mas a produção não iniciada.

## Operadores

### Civis
Brasil
- SADIA SA Transportes Aereos (mais tarde Transbrasil) [3]

 Canadá
- Eastern Provincial Airways
- Maritime Central Airways
- Nordair

 Colômbia
- Líneas Aéreas La Urraca

 França
- Europe Aero Service
- Touraine Air Transport

 Alemanha
- Bavaria Fluggesellschaft

 Guatemala
- Aerovias

 Israel
- Arkia

 Itália
- Aerolinee Itavia

 Jordânia
- Royal Jordanian|Alia Jordanian Airlines

 Filipinas
- Air Manila International

 Suíça 
- Globe Air

 Taiwan
- Far Eastern Air Transport

 Reino Unido
- Air UK
- Court Line|Autair International Airlines
- BAC Charter
- BAC Express
- British Air Ferries
- British European Airways
- British Island Airways
- British Midland Airways Ltd.|British Midland Airways
- British United Island Airways
- Channel Express
- Court Line
- Janes Aviation
- Jersey Airlines
- South East Air

 Zaire
- MMM Aero Service

### Military Operators
Jordânia
- Força Aerea Real da Jordania

 Malásia
- Força Aérea Real da Malásia

## Desempenho (Dart Herald 200)

### Características gerais
- Tripulação: 2
- Capacidade: 56 passageiros
- Comprimento: 23,01 m
- Altura: 7,32 m
- Área da Asa: 82,3 m²
- Peso vazio: 24.960 kg
- Peso máximo de decolagem: 43.000 kg
- Motores: 2 × Rolls-Royce turboélice Mk.527, 1.910 hp (1.425 kW) cada

### Performance
- Velocidade de cruzeiro: 270 mph (235 kN, 435 km / h)
- Faixa: 1.635 km (1.422 milhas náuticas, 2,632 km)
- Teto de serviço: 29.700 pés (8.140 m)